# Signe Buus Thomsen
Signe Lærke Buus Thomsen (ur.  1993) – duńska brydżystka.

## Wyniki brydżowe

### Zawody światowe
W światowych zawodach zdobyła następujące lokaty:
| Mistrzostwa Świata. Konkurencja teamów | Mistrzostwa Świata. Konkurencja teamów | Mistrzostwa Świata. Konkurencja teamów    | Mistrzostwa Świata. Konkurencja teamów | Mistrzostwa Świata. Konkurencja teamów | Mistrzostwa Świata. Konkurencja teamów |
| Rok                                    | Miejsce                                | Zawody                                    | Kategoria                              | Drużyna                                | Pozycja                                |
| -------------------------------------- | -------------------------------------- | ----------------------------------------- | -------------------------------------- | -------------------------------------- | -------------------------------------- |
| 2014                                   | Stambuł                                | 15. Młodzieżowe Mistrzostwa Świata Teamów | Juniorzy                               | Denmark                                | 16                                     |

| Mistrzostwa Świata. Konkurencja par | Mistrzostwa Świata. Konkurencja par | Mistrzostwa Świata. Konkurencja par   | Mistrzostwa Świata. Konkurencja par | Mistrzostwa Świata. Konkurencja par | Mistrzostwa Świata. Konkurencja par |
| Rok                                 | Miejsce                             | Zawody                                | Kategoria                           | Partner                             | Pozycja                             |
| ----------------------------------- | ----------------------------------- | ------------------------------------- | ----------------------------------- | ----------------------------------- | ----------------------------------- |
| 2006                                | Pieszczany                          | 6. Młodzieżowe Mistrzostwa Świata Par | Młodzież Szkolna                    | Julie Hald Nielsen                  | 60                                  |

### Zawody europejskie
W europejskich zawodach zdobyła następujące lokaty:
| Zawody europejskie. Konkurencja teamów | Zawody europejskie. Konkurencja teamów | Zawody europejskie. Konkurencja teamów    | Zawody europejskie. Konkurencja teamów | Zawody europejskie. Konkurencja teamów | Zawody europejskie. Konkurencja teamów |
| Rok                                    | Miejsce                                | Zawody                                    | Kategoria                              | Drużyna                                | Pozycja                                |
| -------------------------------------- | -------------------------------------- | ----------------------------------------- | -------------------------------------- | -------------------------------------- | -------------------------------------- |
| 2013                                   | Wrocław                                | 24. Młodzieżowe Mistrzostwa Europy Teamów | Juniorzy                               | Denmark                                | 4                                      |
| 2013                                   | Ostenda                                | 6. Otwarte Mistrzostwa Europy             | Open                                   | Den U25                                | 114                                    |
| 2011                                   | Albena                                 | 23. Młodzieżowe Mistrzostwa Europy Teamów | Młodzież Szkolna                       | Denmark                                | 10                                     |
| 2009                                   | Braszów                                | 22. Młodzieżowe Mistrzostwa Europy Teamów | Dziewczęta                             | Denmark                                | 5                                      |
| 2007                                   | Jesolo                                 | 21. Młodzieżowe Europy Teamów             | Dziewczęta                             | Denmark                                | 10                                     |

| Zawody europejskie. Konkurencja par | Zawody europejskie. Konkurencja par | Zawody europejskie. Konkurencja par                      | Zawody europejskie. Konkurencja par | Zawody europejskie. Konkurencja par | Zawody europejskie. Konkurencja par |
| Rok                                 | Miejsce                             | Zawody                                                   | Kategoria                           | Partner                             | Pozycja                             |
| ----------------------------------- | ----------------------------------- | -------------------------------------------------------- | ----------------------------------- | ----------------------------------- | ----------------------------------- |
| 2014                                | Burghausen                          | 12. Młodzieżowe Mistrzostwa Europy Par                   | Juniorzy                            | Emil Buus Thomsen                   | 32                                  |
| 2014                                | Burghausen                          | 12. Młodzieżowe Mistrzostwa Europy Par Puchar prezydenta | Juniorzy                            | Olle Sandrom                        | 48                                  |
| 2014                                | Burghausen                          | 12. Młodzieżowe Mistrzostwa Europy Par                   | Miksty Młodzieżowe                  | Emil Buus Thomsen                   | 3                                   |
| 2013                                | Ostenda                             | 6. Otwarte Mistrzostwa Europy                            | Open                                | Rasmus Rask Jepsen                  | 203                                 |
| 2012                                | Vejle                               | 11. Młodzieżowe Mistrzostwa Europy Par Puchar prezydenta | Juniorzy                            | Rasmus Rask Jepsen                  | 48                                  |
| 2012                                | Vejle                               | 11. Młodzieżowe Mistrzostwa Europy Par                   | Miksty Młodzieżowe                  | Dennis Bilde                        | 3                                   |
| 2012                                | Vejle                               | 11. Młodzieżowe Mistrzostwa Europy Par                   | Juniorzy                            | Rasmus Rask Jepsen                  | 21                                  |
| 2008                                | Wrocław                             | 9. Młodzieżowe Mistrzostwa Europy Par                    | Dziewczęta                          | Anna Christa Ege                    | 10                                  |

## Klasyfikacja
- Signe Buus Thomsen – klasyfikacja WBF (ang.)
- Signe Buus Thomsen – klasyfikacja EBL (ang.)